# Zoltán Káldy
Zoltán Káldy (* 29. März 1919 in Iharosberény; † 17. Mai 1987 in Budapest) war ein ungarischer evangelisch-lutherischer Theologe und Bischof.

## Leben
Káldy war der Sohn eines evangelischen Geistlichen. Nach der Volksschule besuchte er das evangelische Lyzeum von Sopron. Von 1937 bis 1941 studierte er Evangelische Theologie an der dortigen Evangelischen Fakultät. Von Bischof Béla Kapi wurde er ordiniert und in die Pécser Gemeinde entsandt, wo er elf Jahre tätig war. Daneben hielt er in mindestens 70 Gemeinden äußerst wirkungsvolle Evangelisations-Veranstaltungen. Zwischen 1954 und 1958 war er auch Dechant der Tolna-Baranya-Kirchenprovinz. Nachdem bei den Bischofswahlen 1958 Lajos Ordass nach dem zweiten Wahlgang ausschied, bestimmte man ihn als einzigen Kandidaten zum Bischof des evangelischen Kirchenbezirks Süd der Evangelisch-Lutherischen Kirche in Ungarn. Damit wurde er gleichzeitig Pfarrer an der Evangelischen Kirche am Deák-Platz in Budapest. Bis zu seinem Tode 1987 stand er an der Spitze des Kirchenbezirkes. Seine Brüder in der Kirchenleitung waren József Darvas und Ödön Szent-Ivány als Inspektoren des Kirchenbezirks. Seit 1963 vertrat er die ungarische lutherische Kirche beim Lutherischen Weltbund. Im Jahre 1967 wurde er vorsitzender Bischof seiner Kirche. Aus dem Bischofsamt schied er aus, als die 7. Generalversammlung des Lutherischen Weltbundes 1984 in Budapest stattfand, wo er zum Vorsitzenden des Weltbundes gewählt wurde. Mit seinem Namen verknüpft sich das Projekt einer „Diakonischen Theologie“, der neue Kodex des evangelischen Kirchenrechts, die Neufassung der Agende und des Gesangbuchs.
Káldy war 1958 einer der Mitbegründer der Christlichen Friedenskonferenz und bis zu ihrem Ende aktiv beteiligt. Seit 1965 war er auch Mitglied des Weltfriedensrates.
Von 1971 an war er drei Perioden hindurch Abgeordneter des 17. Hauptstadt-Bezirkes im Ungarische Parlament. Seit 1975 war Káldy Mitglied des Landesrates der Patriotischen Volksfront. Kritiker bemängelten, dass er mit seiner Amtsführung als Bischof das sozialistische Gesellschaftssystem gerechtfertigt habe.

## Schriften
- Einführung in das Neue Testament, Budapest 1957
- Unsere Sendung in der Welt = Our commitement in the world / Magyarországi Evangélikus Egyház Sajtóosztálya, Budapest. [Felelős szerkesztő és kiadó: Káldy Zoltán], Budapest : Magyarországi Evangélikus Egyház Sajtóosztálya 1970
- „Sondern dass er diene...“, Budapest 1977
- Auf dem Wege der Diakonie, Budapest 1979

### Als Herausgeber
- Kornelkirschblüten : Erzählungen u. Betrachtungen / Hrsg. von Zoltán Káldy. [Aus d. Ungar. übers. von Kurtfritz Bergleiter] Verleger Berlin : Evangelische Verlagsanst. Erscheinungsjahr 1968

## Ehrungen
- Bannerorden mit Rubin der Ungarischen Volksrepublik 1985
- Ehrendoktorate der Pozsonyer, Debrecener und Kolozsvarer Theologischen Akademien